# Domingo Jiménez
Domingo Jiménez fou un militar i polític espanyol, ministre durant la minoria d'edat d'Isabel II d'Espanya
En 1811 el seu nom figurava en el Regiment de Línia "Voluntaris Espanyols de la Concòrdia" del Perú, com a resident a Amèrica. El 1821 fou intendent de la província de Tarma i el desembre de 1824, un cop independent el Perú, tornà a Espanya. El 1833 consta com intendent a la província de Palència i poc després a Canàries. El 1835 fou nomenat Director General de Rendes Estancades, i després intendent primer a València i en 1836 a Sevilla.
En 1837 figurava com a Vocal de la Junta d'Aranzels, i en març de 1839 a Director de Rendes Provincials. El mateix any fou elegit diputat per Ciudad Real i per Osca, optant per aquesta darrera circumscripció.
El 12 de març de 1839 fou nomenat Secretari interí d'Estat i del Despatx d'Hisenda. El 12 de maig de 1839 fou nomenat Ministre d'Hisenda en el gabinet d'Evaristo Pérez de Castro, càrrec del qual cessà en agost del mateix any. Tornaria a ocupar el mateix ministeri uns dies de setembre de 1840, durant l'efímer gabinet de Vicente Sancho y Cobertores.